# US Open 1985
Die 105. US Open 1985 waren ein Tennis-Hartplatzturnier der Klasse Grand Slam, das von der ITF veranstaltet wurde. Es fand vom 27. August bis 8. September 1985 in Flushing Meadow, New York, Vereinigte Staaten statt.
Titelverteidiger im Einzel waren John McEnroe bei den Herren sowie Martina Navratilova bei den Damen. Im Herrendoppel waren John Fitzgerald und Tomáš Šmíd, im Damendoppel Martina Navrátilová und Pam Shriver und im Mixed Manuela Maleewa und Tom Gullikson  die Titelverteidiger.

## Herreneinzel

### Setzliste
| Nr. | Spieler       | Erreichte Runde |
| --- | ------------- | --------------- |
| 01. | John McEnroe  | Finale          |
| 02. | Ivan Lendl    | Sieg            |
| 03. | Mats Wilander | Halbfinale      |
| 04. | Jimmy Connors | Halbfinale      |
| 05. | Kevin Curren  | 1. Runde        |
| 06. | Anders Järryd | Viertelfinale   |
| 07. | Yannick Noah  | Viertelfinale   |
| 08. | Boris Becker  | Achtelfinale    |

| Nr. | Spieler          | Erreichte Runde |
| --- | ---------------- | --------------- |
| 09. | Miloslav Mečíř   | 2. Runde        |
| 10. | Joakim Nyström   | Viertelfinale   |
| 11. | Stefan Edberg    | Achtelfinale    |
| 12. | Johan Kriek      | 2. Runde        |
| 13. | Tim Mayotte      | Achtelfinale    |
| 14. | Henrik Sundström | 1. Runde        |
| 15. | Scott Davis      | 2. Runde        |
| 16. | Tomáš Šmíd       | Achtelfinale    |

## Dameneinzel

### Setzliste
| Nr. | Spielerin            | Erreichte Runde |
| --- | -------------------- | --------------- |
| 01. | Chris Evert-Lloyd    | Halbfinale      |
| 02. | Martina Navratilova  | Finale          |
| 03. | Hana Mandlíková      | Sieg            |
| 04. | Pam Shriver          | Viertelfinale   |
| 05. | Claudia Kohde-Kilsch | Viertelfinale   |
| 06. | Zina Garrison        | Viertelfinale   |
| 07. | Helena Suková        | Viertelfinale   |
| 08. | Manuela Maleewa      | Achtelfinale    |

| Nr. | Spielerin          | Erreichte Runde |
| --- | ------------------ | --------------- |
| 09. | Kathy Rinaldi      | 1. Runde        |
| 10. | Gabriela Sabatini  | 1. Runde        |
| 11. | Steffi Graf        | Halbfinale      |
| 12. | Wendy Turnbull     | Achtelfinale    |
| 13. | Catarina Lindqvist | Achtelfinale    |
| 14. | Bonnie Gadusek     | 3. Runde        |
| 15. | Carling Bassett    | Achtelfinale    |
| 16. | Andrea Temesvári   | 2. Runde        |

## Herrendoppel

### Setzliste
| Nr. | Paarung                            | Erreichte Runde |
| --- | ---------------------------------- | --------------- |
| 01. | Ken Flach Robert Seguso            | Sieg            |
| 02. | Stefan Edberg Anders Järryd        | 2. Runde        |
| 03. | Heinz Günthardt Balázs Taróczy     | 1. Runde        |
| 04. | Pavel Složil Tomáš Šmíd            | 1. Runde        |
| 05. | Joakim Nyström Mats Wilander       | Halbfinale      |
| 06. | Mark Edmondson Kim Warwick         | Achtelfinale    |
| 07. | Paul Annacone Christo van Rensburg | Achtelfinale    |
| 08. | John Fitzgerald Matt Mitchell      | Achtelfinale    |

| Nr. | Paarung                        | Erreichte Runde |
| --- | ------------------------------ | --------------- |
| 09. | Broderick Dyke Wally Masur     | 1. Runde        |
| 10. | Wojciech Fibak Libor Pimek     | 2. Runde        |
| 11. | Peter McNamara Paul McNamee    | Achtelfinale    |
| 12. | Henri Leconte Yannick Noah     | Finale          |
| 13. | Hans Gildemeister Víctor Pecci | 2. Runde        |
| 14. | Scott Davis David Pate         | Achtelfinale    |
| 15. | Steve Denton Peter Fleming     | Viertelfinale   |
| 16. | Kevin Curren Johan Kriek       | Viertelfinale   |

## Damendoppel

### Setzliste
| Nr. | Paarung                            | Erreichte Runde |
| --- | ---------------------------------- | --------------- |
| 01. | Martina Navratilova Pam Shriver    | Finale          |
| 02. | Claudia Kohde-Kilsch Helena Suková | Sieg            |
| 03. | Kathy Jordan Elizabeth Smylie      | 2. Runde        |
| 04. | Hana Mandlíková Wendy Turnbull     | Halbfinale      |
| 05. | Barbara Potter Sharon Walsh-Pete   | Viertelfinale   |
| 06. | Bettina Bunge Eva Pfaff            | Achtelfinale    |
| 07. | Elise Burgin Alycia Moulton        | 2. Runde        |
| 08. | Carling Bassett Chris Evert-Lloyd  | Viertelfinale   |

| Nr. | Paarung                            | Erreichte Runde |
| --- | ---------------------------------- | --------------- |
| 09. | Gigi Fernández Robin White         | Viertelfinale   |
| 10. | Rosalyn Fairbank Bonnie Gadusek    | 1. Runde        |
| 11. | Candy Reynolds Paula Smith         | Achtelfinale    |
| 12. | Marcella Mesker Pascale Paradis    | Achtelfinale    |
| 13. | Kathy Horvath Virginia Ruzici      | Achtelfinale    |
| 14. | Katerina Maleewa Manuela Maleewa   | 2. Runde        |
| 15. | Andrea Temesvári Adriana Villagrán | 1. Runde        |
| 16. | Anne Hobbs Christiane Jolissaint   | Achtelfinale    |

## Mixed

### Setzliste
| Nr. | Paarung                             | Erreichte Runde |
| --- | ----------------------------------- | --------------- |
| 01. | Heinz Günthardt Martina Navratilova | Sieg            |
| 02. | John Fitzgerald Elizabeth Smylie    | Finale          |
| 03. | John Lloyd Wendy Turnbull           | Halbfinale      |
| 04. | Steve Denton Kathy Jordan           | 1. Runde        |

| Nr. | Paarung                              | Erreichte Runde |
| --- | ------------------------------------ | --------------- |
| 05. | Gary Donnelly Paula Smith            | Viertelfinale   |
| 06. | Tom Gullikson Manuela Maleewa        | Achtelfinale    |
| 07. | Ilie Năstase Hana Mandlíková         | Achtelfinale    |
| 08. | Hans Gildemeister Laura Gildemeister | 1. Runde        |